# Infrared Roses
Infrared Roses ist die erste Live-Kompilation der Band Grateful Dead und erschien 1991.

## Geschichte
Infrared Roses enthält Songs von Live-Shows aus den Jahren 1989 und 1990, sodass sowohl der verstorbene Brent Mydland als auch seine Nachfolger Bruce Hornsby und Vince Welnick auf dem Album vertreten sind. Hornsby ist ähnlich wie der frühere Keyboarder Keith Godchaux auch Pianist, hatte im Gegensatz zu ihm jedoch schon vor dem Beitritt zu den Deads großen Erfolg und erhielt den Grammy 1986, 1989 und 1996. Vince Welnick spiele wie Mydland vor allem Synthesizer. Die Songs auf dem Album wurden vom Songwriter Robert Hunter extra betextet, da sie rein instrumentell und improvisiert sind.
Bei Grateful Dead war es üblich, dass ihre Konzerte in verschiedene Sets aufgeteilt waren. Zumeist in einen Teil mit akustischen Songs und einen oder mehrere Teil(e) mit elektrischen Songs. Bei diesen waren Drumsoli (Drums) und anschließende freie Improvisationsphasen (Spaces) der anderen Musiker üblich. Diese wurden jedoch zumeist um Platz zu sparen auf den Livealben vom Produzent oder auf heißen des Labels gleich oder später entfernt, um Doppel-LPs auf eine Single-CD zu bringen.
Das Doppel-Album Infrared Roses, das vom Dead-Tontechniker Bob Bralove produziert wurde, enthält ausgesuchte Drums und Space. Somit ist es nicht mit einem der anderen Dead-Alben vergleichbar, da diese direktes Songmaterial beinhalten, zudem enthält es keine Songs aus dem üblichen Live-Repertoire der Band.
Drei Songs des Albums (Riverside Rhapsody, Post-Modern Highrise Table Top Stomp und Infrared Roses) wurden als Soundtrack für den Dead-Kurzfilm Infrared Sightings verwendet.
Für das Cover war diesmal Jerry Garcia zuständig. Es zeigt am Rand zwei groteske Totenschädel von der Seite und dahinter eine schachbrettartige Wüste mit einem angedeuteten Gebirge am Horizont.
Eine Besonderheit des Albums ist, dass bei einigen der Songs nicht die Bandmitglieder spielten, sondern Gastmusiker oder Leute, die der Band nahestanden. Die Tontechniker Bob Bralove und Dan Healy wirkten bei River of Nine Sorrows bzw. Sparrow Hawk Row, bei Branford Marsalis und bei Apollo At The Ritz, Willie Green III bei Post-Modern Highrise Table Top Stomp, bei Deadheads und bei Crowd Sculpture.

Das Album enthält zudem technische Hinweise zu der Aufnahme der CD: 

„This CD is an ADD recording. Multi-track analog tape was mixed to a digital format and then digitally mastered for the CD. The original multi-track recordings were all done on a twenty four track analog machine using Dolby SR noise reduction. Two-track masters were used in Crowd Sculpture, Parallelogram, Speaking In Swords, Sparrow Hawk Row and River Of Nine Sorrows. These masters were transferred to the twenty four track machine where they were combined with the multi-track recordings, manipulated, and processed for the final results.Silver Apples Of The Moon was recorded as MIDI data into a computer during several performances and was edited and orchestrated from the computer before being recorded as sound information on the multi-track tape.“

Im Zuge der Neuauflagen der anderen Alben erschien 2004 erschien eine überarbeitete Version von Rhino Records, jedoch ohne Bonusmaterial oder Bezügen zu den Boxsets.

## Titelliste
CD (1991)
1. Crowd Sculpture (Bralove, Deadheads) – 2:21
2. Parallelogram (Hart, Kreutzmann) – 5:06
3. Little Nemo in Nightland (Bralove, Garcia, Lesh, Weir) – 6:16
4. Riverside Rhapsody (Garcia, Hart, Kreutzman, Lesh, Mydland, Weir) – 3:55
5. Post-Modern Highrise Table Top Stomp (Garcia, Green, Hart, Kreutzman, Lesh, Mydland, Weir) – 4:23
6. Infrared Roses (Bralove, Garcia, Lesh, Mydland, Weir) – 5:36
7. Silver Apples of the Moon (Hornsby, Welnick) – 5:41
8. Speaking in Swords (Bralove, Hart, Kreutzman)  – 3:29
9. Magnesium Night Light (Garcia, Lesh, Mydland, Weir)  – 5:28
10. Sparrow Hawk Row (Bralove, Garcia, Healy, Hart, Kreutzman, Lesh, Mydland, Weir) – 3:23
11. River of Nine Sorrows (Bralove, Hart, Kreutzman) – 4:25
12. Apollo at the Ritz (Garcia, Hart, Kreutzman, Lesh, Marsalis, Mydland, Weir) – 8:15